# Lijst van hoogste gebouwen van Eindhoven
In deze lijst staan de hoogste gebouwen van Eindhoven. Alleen gebouwen met een minimale hoogte van 70 meter zijn opgenomen in de lijst.

## Huidige gebouwen
| #  | Naam                        | Hoogte           | Voltooid                          | Verdiepingen | Architect                                   | Afbeelding            |
| -- | --------------------------- | ---------------- | --------------------------------- | ------------ | ------------------------------------------- | --------------------- |
| 1  | Lighthouse                  | 109 m            | 2025                              | 35           | De Zwarte Hond                              |                       |
| 2  | De Admirant                 | 105 m            | 2006                              | 31           | Dam & Partners Architecten                  |                       |
| 3  | BunkerToren                 | 103 m            | 2022                              | 32           | Powerhouse Company                          | BunkerToren Eindhoven |
| 4  | Eurostaete                  | 102 m            | In aanbouw (hoogste punt bereikt) | 32           | Diederendirrix en Van Aken Architecten      |                       |
| 5  | Porthos                     | 101 m            | 2006                              | 32           | Engelman Architecten                        |                       |
| 6  | De Regent                   | 96 m             | 1999                              | 34           | Van Aken Architecten                        |                       |
| 7  | Sint-Joriskerk              | 90,8 m           | 1911                              | n.v.t.       | J. van Gils                                 |                       |
| 8  | Vestedatoren                | 90 m             | 2006                              | 28           | Jo Coenen & Co Architekten                  |                       |
| 9  | Onyx                        | 84 m             | 2019                              | 23           | Diederendirrix Architectuur & Stedenbouw    |                       |
| 10 | Kennedytoren                | 83 m             | 2003                              | 21           | Van Aken Architecten                        |                       |
| 11 | Trudo Toren                 | 77 m             | 2021                              | 18           | Stefano Boeri Architetti                    |                       |
| 12 | Sint-Petruskerk             | 76,4 m           | 1913                              | n.v.t.       | toren: Louis Kooken                         |                       |
| 13 | Lichthoven (The Social Hub) | 76 m             | 2016                              | 22           | Sarafopoulos Architecten en Architecten Cie |                       |
| 14 | Hartje New York             | 75 m             | 2013                              | 22           | Wiel Arets                                  |                       |
| 15 | Meerzicht                   | 75 m             | 2020                              | 23           | De Zwarte Hond                              |                       |
| 16 | NEXT                        | 74,7 m           | 2022                              | 23           | Binst Architects                            |                       |
| 17 | Sint-Catharinakerk          | 73 m             | 1867                              | n.v.t.       | Pierre Cuypers                              |                       |
| 18 | Haasje Over                 | 80 m (met kroon) | 2021                              |              | VMX Architects                              |                       |
| 19 | Blok 59                     | 70 m             | 2018                              | 19           | Diederendirrix                              |                       |

## Reële plannen
| Naam                   | Hoogte | Start bouw | Architect/Ontwikkelaar                               | Status          |
| ---------------------- | ------ | ---------- | ---------------------------------------------------- | --------------- |
| District E I           | 147 m  | 2025       | Powerhouse Company en Amvest                         | In ontwikkeling |
| The Dutch Mountains I  | 133 m  | 2027       | Studio Marco Vermeulen, BLOC en Urban Xchange        | In ontwikkeling |
| VDMA-terrein I         | 122 m  | 2024¹      | OMA en Being Development                             | In ontwikkeling |
| District E II          | 110 m  | 2025¹      | Powerhouse Company en Amvest                         | In ontwikkeling |
| Vierlander locatie     | 100 m  | 2024¹      | Mecanoo                                              | In ontwikkeling |
| The Dutch Mountains II | 96 m   | 2027       | Studio Marco Vermeulen, BLOC en Urban Xchange        | In ontwikkeling |
| Strijp-S Fase 4 I      | 94 m   | 2025       | Onbekend                                             | In ontwikkeling |
| Victoriatoren          | 92 m   | 2024       | Inbo                                                 | In aanbouw      |
| De sierlijke dames I   | 78 m   | 2025       | Trudo                                                | In ontwikkeling |
| De sierlijke dames II  | 78 m   | 2025       | Trudo                                                | In ontwikkeling |
| De Caai Campinaterrein | 75 m   | 2023       | BPD                                                  | In aanbouw      |
| De Nieuwe Eindhoven    | 75 m   | 2024¹      | Diederendirrix, Scherp Ontwerp en Rehoma             | In ontwikkeling |
| Highlight              | 75 m   | 2024       | Lightyards                                           | In aanbouw      |
| District E III         | 75 m   | 2025¹      | Powerhouse Company en Amvest                         | In ontwikkeling |
| VDMA-terrein II        | 74 m   | 2024¹      | OMA en Being Development                             | In ontwikkeling |
| Strijp-S Fase 4 II     | 74 m   | 2025       | Onbekend                                             | In ontwikkeling |
| Strijp-S Fase 4 III    | 71 m   | 2025       | Onbekend                                             | In ontwikkeling |
| EDGE Eindhoven         | 70 m   | 2024¹      | MVSA Architects Edge Technologies en OVG Real Estate | In aanbouw      |

1. ↑  Naar schatting.